# Kid Creole & the Coconuts
Kid Creole and the Coconuts  es un grupo estadounidense creado por el cantante y guitarrista Thomas August Darnell Browder. El grupo está formado por el propio August Darnell (con el nombre artístico de Kid Creole), un trío de bailarinas y cantantes (The Coconuts), y una orquesta. Tienen un estilo muy peculiar, mezcla de jazz y salsa.
Algunas afirmaciones dicen que nació en Montreal, Quebec, pero no es cierto. Según Darnell, esas afirmaciones provienen de la historia ficticia acerca del personaje de Kid Creole.
Nació en el barrio del Bronx de Nueva York, donde pasó su infancia y su adolescencia. Admirador y amigo personal de Cab Calloway, Thomas siempre viste como un zoot suit. 
Sus primeros álbumes Off The Coast of Me, 1980, y Fresh Fruit In Foreign Places, 1981, fueron bien recibidos por la crítica, pero no tuvieron éxito comercial. 

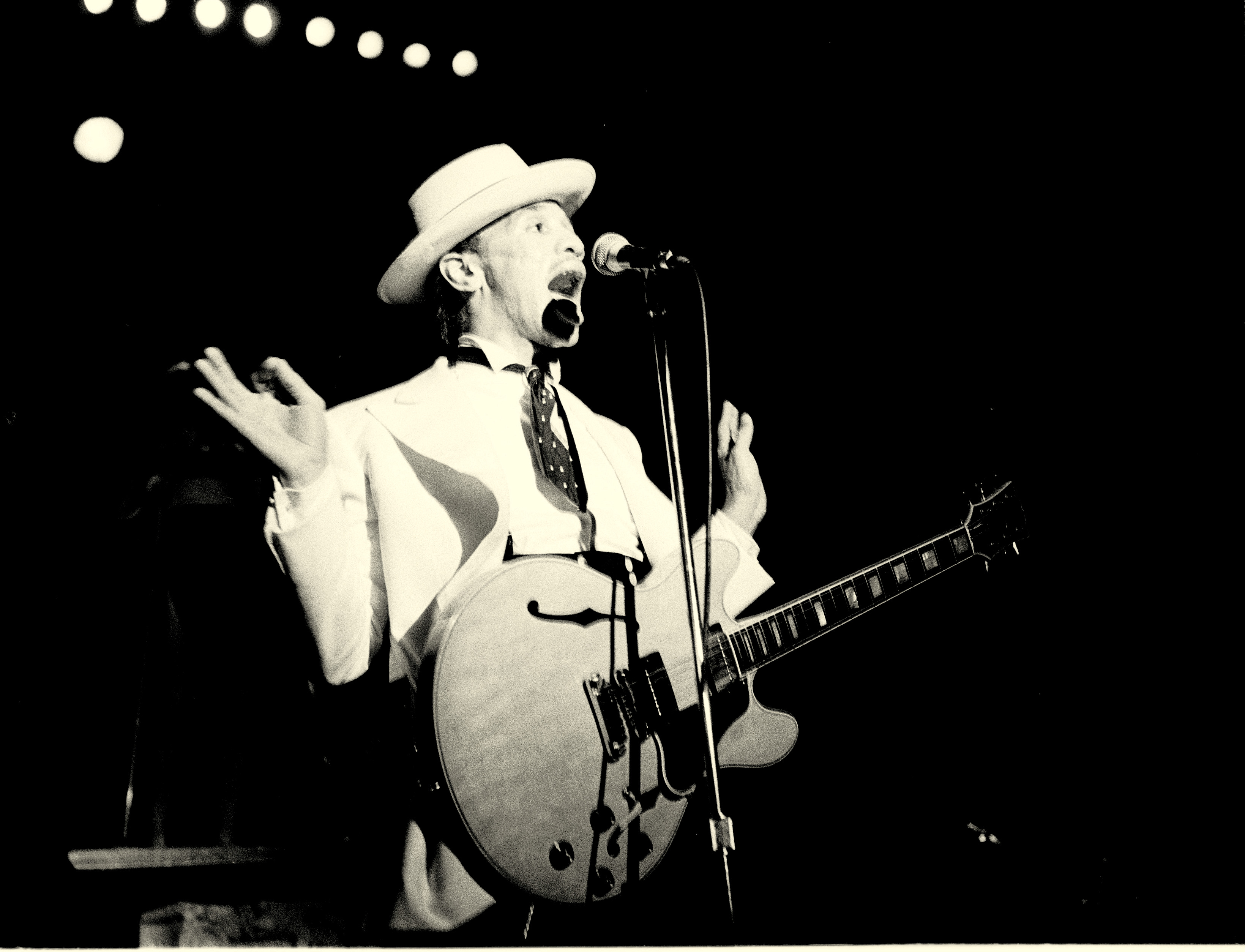
Kid Creole, en 1987.

El grupo consigue su primer éxito comercial con el álbum Tropical Gangsters, 1983, y comienza a hacerse famoso en los Estados Unidos.
En los años 90, Kid Creole and the Coconuts  empieza a ser conocido internacionalmente y actúa en muchos países.

## Discografía

### Álbumes
- Off the Coast of Me, 1980.

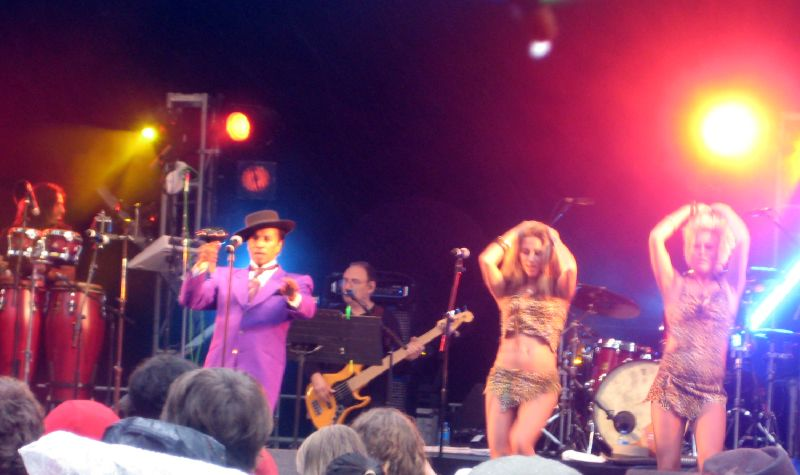
Kid Creole & the Coconuts, en 2008.

- Fresh Fruit in Foreign Places, 1981.
- Tropical Gangsters, 1982.
- Doppelganger, 1983.
- Cre-Olé : The Best of Kid Creole & the Coconuts, 1984.
- In Praise of Older Women and Other Crimes, 1985.
- I, Too, Have Seen the Woods, 1987.
- Private Waters in the Great Divide, 1990.
- You Shoulda Told Me You Were, 1991.
- Kid Creole Redux, 1992.
- To Travel Sideways, 1995.
- Kiss Me Before the Light Changes, 1995.
- The Conquest of You, 1997.
- Oh! What a Night, 2000.
- Too Cool to Conga!, 2001.
- I Wake Up Screaming, 2011

## Video
- Kid Creole & the Coconuts in Paris (DVD).

## Premios
- 1983 Brit Awards - Best International Artist (mejor artista internacional).